# Laemophloeus lindi
Laemophloeus lindi là một loài bọ cánh cứng trong họ Laemophloeidae. Loài này được Blackburn miêu tả khoa học năm 1888.